# Copa Báltica de Futebol de 2010
A Copa Báltica de Futebol de 2010 foi um torneio de futebol disputado entre 18 de junho e 20 de junho, na Lituânia.

## Formato
A competição reuniu as seleções dos países bálticos: Estônia, Letônia e Lituânia. O torneio foi disputado em formato de todas as equipes se enfrentam em um turno único, e a equipe que terminar em primeiro lugar será a campeã.

## Resultados
| Pos | Equipe   | J | V | E | D | GP | GC | S  | Pts |
| --- | -------- | - | - | - | - | -- | -- | -- | --- |
| 1   | Lituânia | 2 | 1 | 1 | 0 | 2  | 0  | 2  | 4   |
| 2   | Letónia  | 2 | 0 | 2 | 0 | 0  | 0  | 0  | 2   |
| 3   | Estónia  | 2 | 0 | 1 | 1 | 0  | 2  | –2 | 1   |

### Partidas
| 18 de junho de 2010 | Lituânia | 0 – 0 | Letónia | S. Darius and S. Girėnas Stadium, Kaunas |
|                     |          | [ 1 ] |         | Público: 1 000 Árbitro: Hannes Kaasik    |

| 19 de junho de 2010 | Letónia | 0 – 0 | Estónia | S. Darius and S. Girėnas Stadium, Kaunas |
|                     |         | [ 2 ] |         | Público: 300 Árbitro: Gediminas Mažeika  |

| 20 de junho de 2010 | Estónia | 0 – 2 | Lituânia                                       | S. Darius and S. Girėnas Stadium, Kaunas |
|                     |         | [ 3 ] | 31' Mantas Savėnas · 90+2' Artūras Rimkevičius | Público: 600 Árbitro: Andrejs Sipailo    |

## Premiação
| Copa Báltica de Futebol de 2010 |
| Lituânia                        |
| ------------------------------- |
| LITUÂNIA Campeã (10º título)    |